# Championnat de Finlande de football 1985
Navigation
Saison précédente Saison suivante
La saison 1985 du Championnat de Finlande de football est la 56e édition de la première division finlandaise à poule unique, la Mestaruussarja. Les douze meilleurs clubs du pays jouent les uns contre les autres à deux reprises durant la saison, à domicile et à l'extérieur. À la fin de cette première phase, les 4 premiers disputent la phase finale sous forme de coupe (demi-finales et finale). Le dernier est relégué directement en Ykkonen tandis que l'avant-dernier dispute un barrage face au vice-champion de deuxième division pour tenter de conserver sa place parmi l'élite.
C'est le HJK Helsinki qui est sacré champion de Finlande aprèsa sa victoire en finale nationale face au FC Ilves Tampere (0-1, 4-1). C'est le 14e titre du HJK qui manque le doublé en s'inclinant face au Haka Valkeakoski en finale de la Coupe de Finlande. Le tenant du titre, Kuusysi Lahti, ne termine qu'à la 5e place de la première phase.

## Les 12 clubs participants
| - FC Ilves Tampere - RoPS Rovaniemi - OTP Oulu - Promu de Ykkonen - Koparit Kuopio - Haka Valkeakoski - PPT Pori | - HJK Helsinki - Kuusysi Lahti - KePS Kemi - TPS Turku - KuPS Kuopio - KPV Kokkola |

## Compétition
Le barème de points servant à établir les classements se décompose ainsi :
- Victoire : 2 points
- Match nul : 1 point
- Défaite : 0 point

### Première phase
| Rang | Équipe             | Pts | J  | G  | N | P  | Bp | Bc | Diff |
| ---- | ------------------ | --- | -- | -- | - | -- | -- | -- | ---- |
| 1    | TPS Turku          | 29  | 22 | 13 | 3 | 6  | 45 | 22 | +23  |
| 2    | HJK Helsinki       | 28  | 22 | 11 | 6 | 5  | 41 | 23 | +18  |
| 3    | KePS Kemi          | 28  | 22 | 11 | 6 | 5  | 31 | 18 | +13  |
| 4    | FC Ilves Tampere   | 27  | 22 | 11 | 5 | 6  | 39 | 23 | +16  |
| 5    | Kuusysi Lahti T    | 27  | 22 | 13 | 1 | 8  | 47 | 35 | +12  |
| 6    | KuPS Kuopio        | 25  | 22 | 10 | 5 | 7  | 42 | 27 | +15  |
| 7    | RoPS Rovaniemi     | 22  | 22 | 9  | 4 | 9  | 30 | 30 | 0    |
| 8    | Haka Valkeakoski C | 19  | 22 | 8  | 3 | 11 | 32 | 36 | -4   |
| 9    | PPT Pori           | 19  | 22 | 7  | 5 | 10 | 27 | 41 | -14  |
| 10   | OTP Oulu P         | 14  | 22 | 7  | 0 | 15 | 23 | 49 | -26  |
| 11   | Koparit Kuopio     | 14  | 22 | 5  | 4 | 13 | 19 | 38 | -19  |
| 12   | KPV Kokkola        | 12  | 22 | 5  | 2 | 15 | 18 | 52 | -34  |

|  | Participation à la phase finale                     |
|  | Qualification pour la Coupe des Coupes 1986-1987    |
|  | Participation au barrage de promotion-relégation    |
|  | Relégation directe en Ykkonen                       |
|  | T Tenant du titre P Club promu de deuxième division |

- Le FC Ilves Tampere se classe 4e devant Kuusysi Lahti après avoir gagné un match de barrage qui opoose les deux équipes (3-3 après prolongations, 6-5 aux tirs au but)

### Phase finale
Demi-finales :
| Équipe 1         | Résultat | Équipe 2     | Aller | Retour |
| ---------------- | -------- | ------------ | ----- | ------ |
| FC Ilves Tampere | 4 - 2    | TPS Turku    | 3 - 1 | 1 - 1  |
| KePS Kemi        | 3 - 3e   | HJK Helsinki | 3 - 2 | 0 - 1  |

'Match pour la 3e place :
| Équipe 1  | Résultat      | Équipe 2  | Aller | Retour |
| --------- | ------------- | --------- | ----- | ------ |
| TPS Turku | 2 - 2 5-4 tab | KePS Kemi | 1 - 0 | 1 - 0  |

Finale :
| Équipe 1         | Résultat | Équipe 2     | Aller | Retour |
| ---------------- | -------- | ------------ | ----- | ------ |
| FC Ilves Tampere | 2 - 4    | HJK Helsinki | 1 - 0 | 1 - 4  |

#### Barrages de promotion-relégations
Les clubs de Koparit Kuopio et OTP Oulu ayant terminé ex æquo à la 10e place, un premier match d'appui est nécessaire afin de déterminer quel club de première division allait disputer le barrage de promotion-relégation.
| Équipe 1 | Résultat | Équipe 2       |
| -------- | -------- | -------------- |
| OTP Oulu | 3 - 1    | Koparit Kuopio |

Le Koparit Kuopio doit rencontrer le vice-champion de deuxième division, le club de Reipas Lahti, pour tenter de se maintenir parmi l'élite. Les matchs se disputent sous forme d'aller-retour.
| Équipe 1          | Résultat | Équipe 2       | Aller | Retour |
| ----------------- | -------- | -------------- | ----- | ------ |
| Reipas Lahti (D2) | 2 - 3    | Koparit Kuopio | 0 - 1 | 2 - 2  |

## Bilan de la saison
| Championnat de Finlande de football 1985                  |                          |
| Champion                                                  | HJK Helsinki (14e titre) |
| Coupes et trophées                                        |                          |
| Vainqueur de la Coupe de Finlande 1985                    | Haka Valkeakoski         |
| Qualifications continentales                              |                          |
| Coupe d'Europe des clubs champions 1986-1987 Premier tour | HJK Helsinki             |
| Coupe des Coupes 1986-1987 Premier tour                   | Haka Valkeakoski         |
| Coupe UEFA 1986-1987 Premier tour                         | FC Ilves Tampere         |
| Promotions et relégations                                 |                          |
| Promus en Mestaruussarja                                  | MP Mikkeli               |
| Relégués en Ykkonen                                       | KPV Kokkola              |